# フランツ・マルク

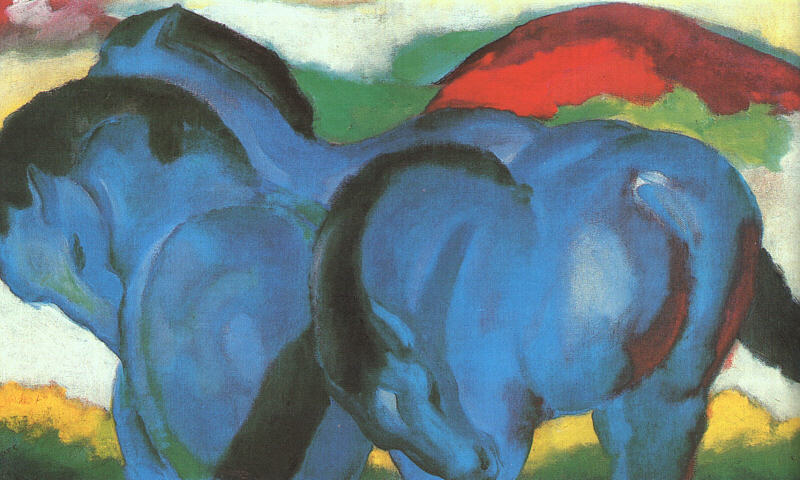
『小さな青い馬』(1911年、シュトゥットガルト州立美術館・蔵)

フランツ・モーリツ・ヴィルヘルム・マルク（Franz Moritz Wilhelm Marc, 1880年2月8日 – 1916年3月4日）はドイツの画家・版画家であり、ドイツ表現主義美術の主要人物の一人である。芸術サークル「青騎士」の創設メンバーであり、後に「青騎士」は同サークルの同人と協働する雑誌の名前にも採用された。成熟期の作品はほとんどが動物であり、鮮やかな色使いで知られている。第1次世界大戦が勃発するとドイツ帝国陸軍に徴兵され、それから2年後にヴェルダンの戦いで戦死した。
1930年代になるとナチスから、近代芸術抑圧の一環として、「頽廃的な芸術家」として名指しされた。それでもマルク作品の大半が第2次世界大戦を生き延びて、作者の名声を世に遺した。マルク作品は現在、多くの著名な画廊や美術館に展示されている。主要な作品は高額になっており、例えば『狐』は2022年に42,654,500ポンドという価格を記録している。

## 生い立ち
1880年に、当時バイエルン王国の首都であったミュンヘンに生まれる。父ヴィルヘルムはプロの風景画家であり、母ゾフィーは敬虔だが社会的にはリベラルなカルヴァン派の主婦であった。17歳で兄パウルのように神学を学ぶことを志望したが、2年後にはミュンヘン大学の美術課程に進学した。まず1年間従軍した後、1900年にミュンヘン美術アカデミーで学習し始め、ガブリエル・フォン・ハックルやヴィルヘルム・フォン・ディーツらの教員に師事した。1903年と1907年にフランスに過ごし、特にパリで美術館を訪れては多くの絵画を筆写しているが、これは画家にとって技術の習得と上達のための伝統的な方法であった。パリでマルクは芸術サロンに足を運び、女優サラ・ベルナールらの著名な芸術家と出会っている。また、ヴィンセント・ヴァン・ゴッホの作品に強い共感を見出している。
20代のマルクは数々の堂々たる浮名を流しており、その一つに、9つ年長の既婚の骨董品商アネッテ・フォン・エックハルトとの長年にわたる関係があった。結婚は2度しており、最初にマリー・シュニュールと、次いでマリア・フランクと結婚した。

## 芸術活動

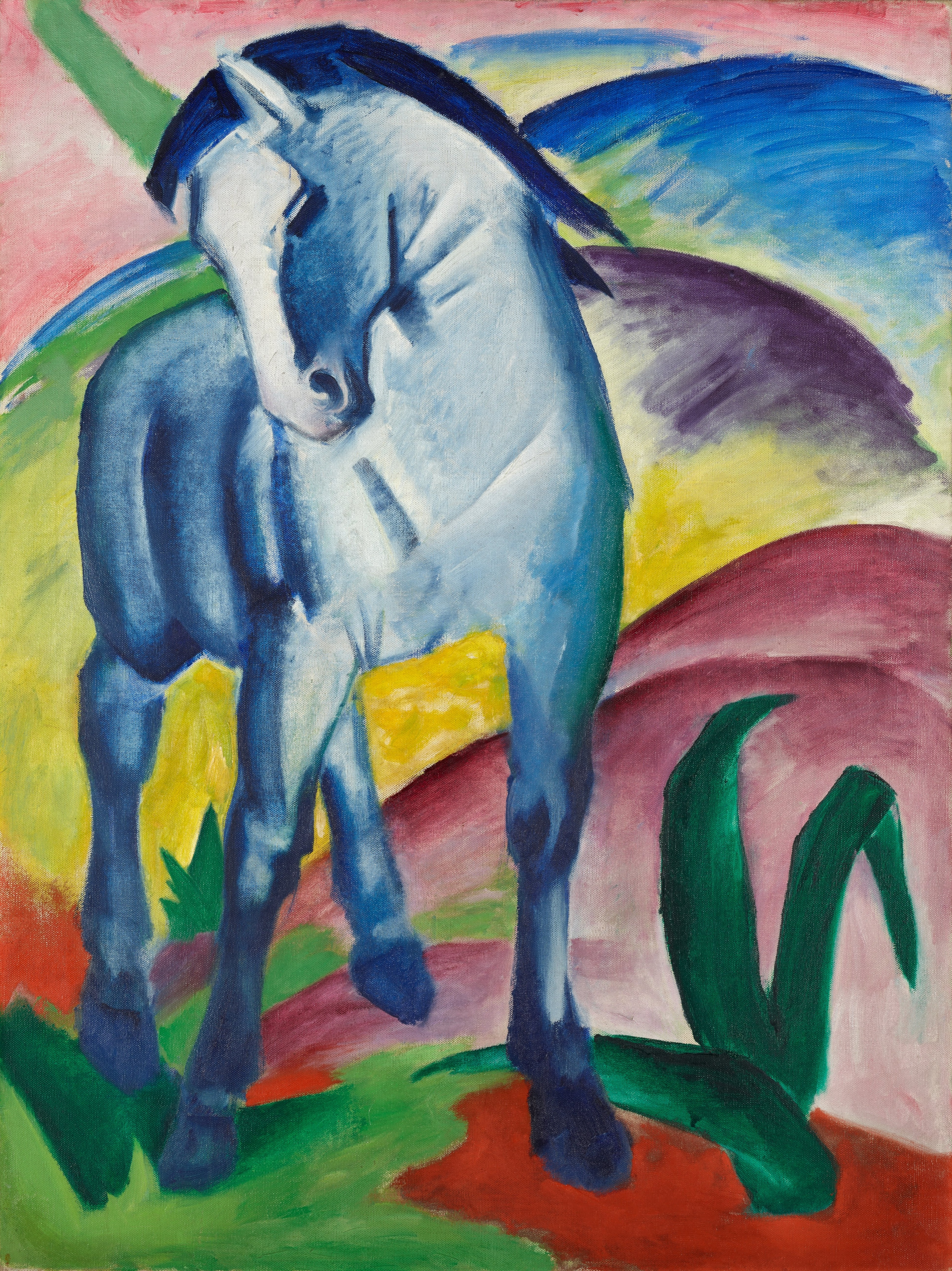
青い馬Ⅰ (Blaues Pferd I) （1911年）

1906年に、ビザンティン学の専門家である兄パウルとともに、テッサロニキやアトス山など、ギリシャ各地を歴訪した。それから数年後の1910年、マルクは画家のアウグスト・マッケと重要な友情を培った。同じく1910年に、『猫のいる裸像』や『放牧馬』を制作し、ミュンヘン・タンハウザー画廊における新芸術家協会第2回展覧会に出品している（マルクは同協会に一時期在籍したことがあった）。

### 「青騎士」
マルクは、ミュンヘン新芸術家協会の運動と袂を分かつことを決心したマッケやワシリー・カンディンスキー等と共に、芸術サークル「青騎士」を発足させ、1911年にその中心となる同人誌『青騎士』を創刊した。後にパウル・クレーも合流した。
さしあたって1911年12月から1912年1月までミュンヘン・タンハウザー画廊における「青騎士展覧会」に数作を出展していたが、「青騎士」がドイツ表現主義運動の機軸となるにつれて、展示はベルリンやケルン、ハーゲン、フランクフルトでも行われた。
1912年にはロベール・ドローネーと知り合い、その色彩の用法や未来派的な方法論がマルク作品に多大な影響を及ぼした。マルクは未来派や立体派に魅せられて、自然界の抽象的なかたちを描き出して色彩に精神的な価値を見出すという、いよいよ本質的に峻烈な芸術を生み出したのである。1912年に『虎』や『赤い鹿』、1913年には『青い馬の塔』『狐』『動物の運命』を描いた。

### 戦時

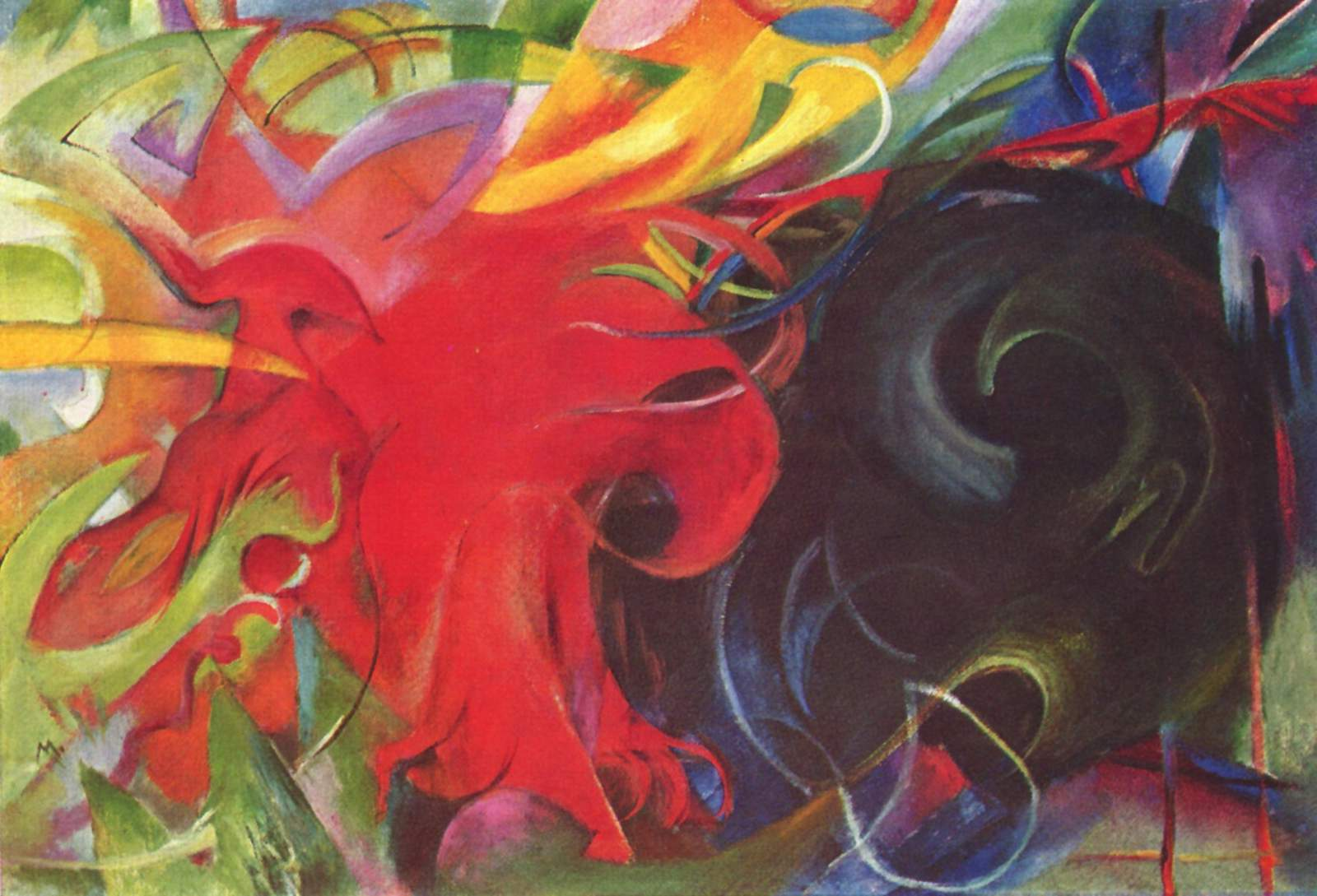
『戦う形』(1914年、ピナコテーク・デア・モデルネ蔵)

1914年に第1次世界大戦が勃発すると、マルクはドイツ帝国陸軍に騎兵として徴募された。1916年2月まで、妻宛の手紙に書き送っているように、マルクは迷彩塗装に借り出されていた。空からの監視に対して武器を目隠しするためマルクは画力を利用され、大ざっぱな点描様式で布の覆いを塗装させられた。2キロメートル以上も上空を飛ぶ航空隊に向けて、果たして最上の効果をあげられるのか疑問を覚えながらも、「マネからカンディンスキーにいたる手法で」そのような9つのタープの塗装をすることに悦びを覚えていた。

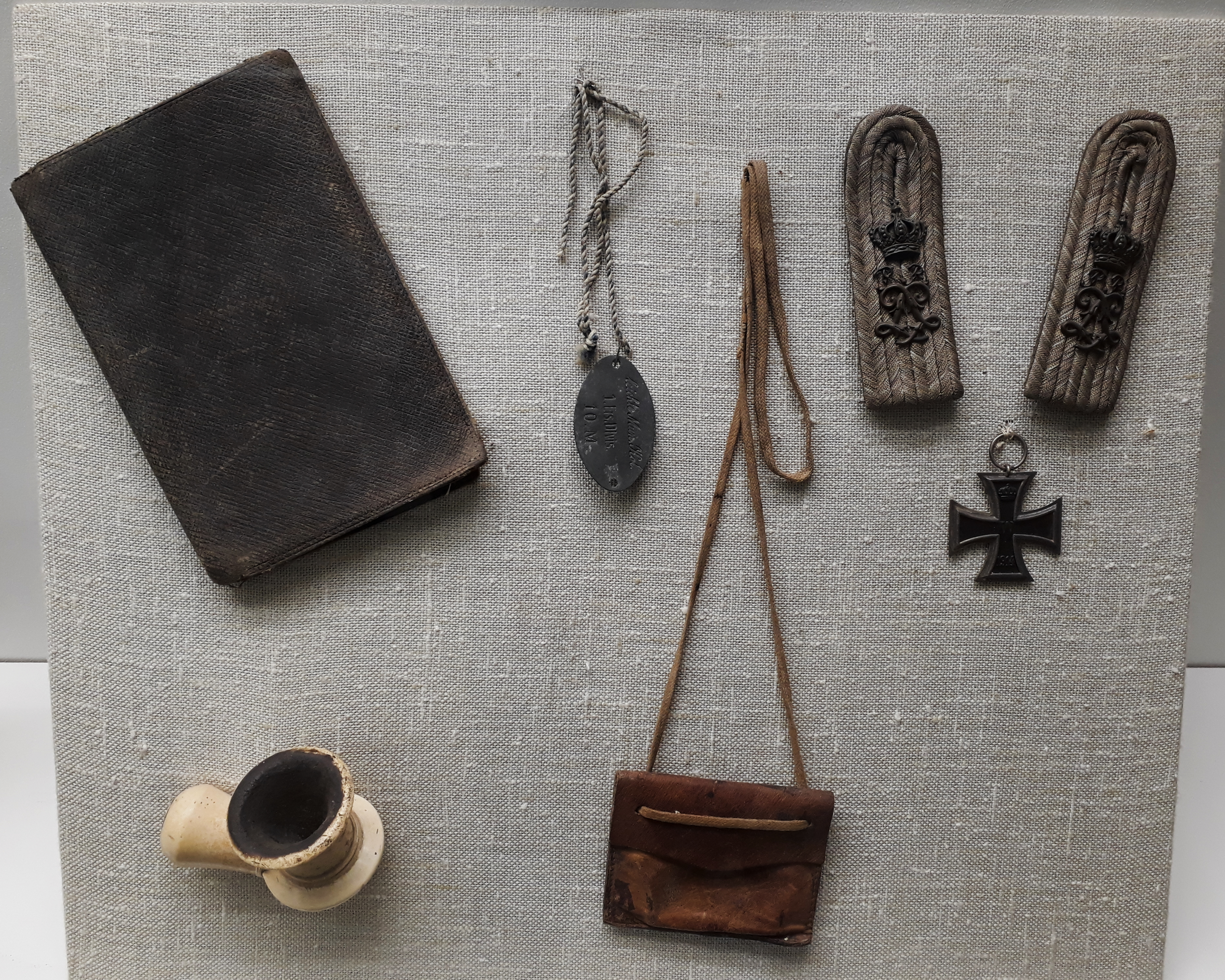
従軍したマルクの遺品

1916年までに、マルクは中尉に昇進し、鉄十字勲章を授与されている。
ドイツ政府は陸軍の動員後、著名な芸術家の身元を確かめ戦地から引き揚げさせて身の安全を図ろうとした。マルクの名も認識されていたが、配置転換の指令が届かぬうちに、1916年のヴェルダンの戦いにおいてマルクは頭を撃ち抜かれて即死したのであった。

## 画風

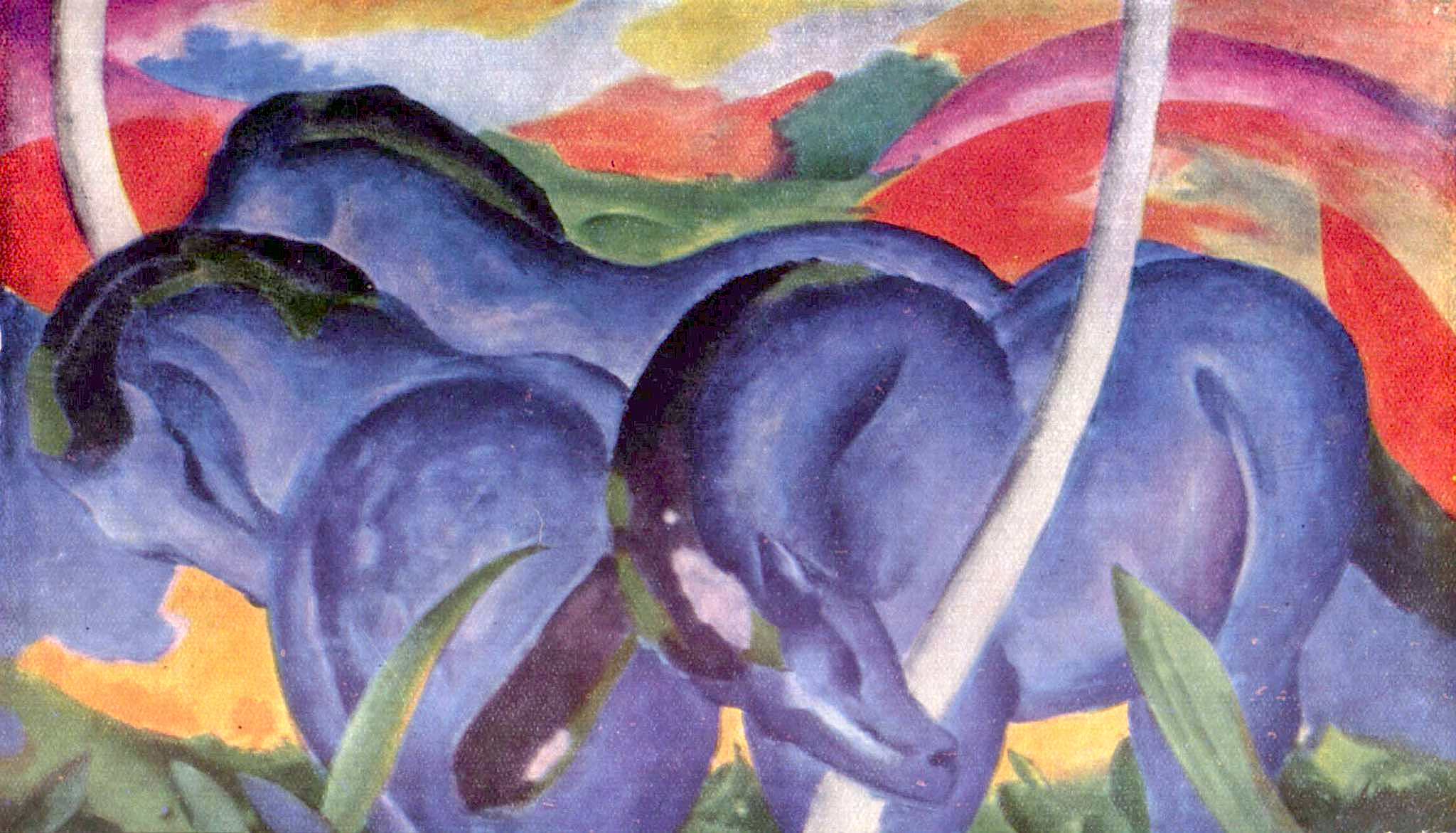
大きな青い馬 (Die großen blauen Pferde, 1911年)

マルクは木版やリトグラフによって、60点ほどの版画を制作した。成熟期の作品のほとんどが、常に自然を舞台にして動物の姿を描き出している。マルクの作品は、鮮やかで原始的な色使いと、動物のほとんどキュビスム的な形態、それから感情についての著しい単純化と深い感覚が特徴的である。生前においても、マルクの作品は有力なサークルの注目を集めていた。マルクは作品に使った色に対して、感情的な意味や意図を添えていた。青は男性性や精神性の、黄色は女性性や歓喜の表れであり、赤は暴力的な調子を秘めている、といった具合であった。
マルクの最も名高い作品の一つは、バーゼル市立美術館に展示されている『動物の運命（Tierschicksale）』である。さる美術史家が指摘したように、「差し迫った大変動の緊張が社会に浸透した」1913年にマルクは同作を描き上げていた。マルクはカンバスの後方に「生きとし生けるもの業火と苦しむ (Und Alles Sein ist flammend Leid）」と書き込んでいる。第1次世界大戦に出征後にマルクは妻に宛ててこの作品について書き送っている。「この戦争についての予感のようなものだ -- 悲惨で最悪だ。自分がそれを描いたのだとは到底考えることなどできない。」

## ナチス・ドイツと「退廃芸術」の押収
ナチスは権力を掌握すると、当時の現代芸術を抑圧した。1936年と1937年に、亡きマルクを「退廃した芸術家」と中傷し、約130点の作品をドイツの美術館の展示から外すように指示した。「青い馬」は1939年6月29日にルツェルンの悪名高いテオドール・フィッシャー画廊の「退廃芸術即売会」で売り出され、リエージュ市立美術館によって競り落とされた。『風景の中の馬』は100点以上の絵画とともに、2012年になってミュンヘンのコルネリウス・グルリットのアパルトマンから発見された。グルリットの父ヒルデブラントは、ナチスが資金集めのために近代美術を「退廃芸術」と称して取引した、4人の公認画商のうちの一人であった。
2017年にクルト・グラーヴィの遺族が、マルクの絵画『狐』（1913年）の返還をデュッセルドルフのクンストパラスト美術館に申し入れた。グラーヴィはユダヤ系ドイツ人の銀行家で、ナチスが政権に就くまで『狐』の所有者であったのだが、水晶の夜で逮捕され1938年にザクセンハウゼン強制収容所に監禁された後、1939年にチリに亡命した。『狐』は、Das Deutsche Zentrum Kulturgutverluste によると、ニーレンドルフ画廊経由でウィリアム・ディターレとその妻シャーロットの手に渡ったという。2021年にドイツ諮問委員会がデュッセルドルフ市に絵画をグラーヴィの遺族へ引き渡すように勧告すると、返還が実行された。『狐』は2022年にクリスティーズにおいてグラーヴィの遺族によって売却された。

## 影響・評価

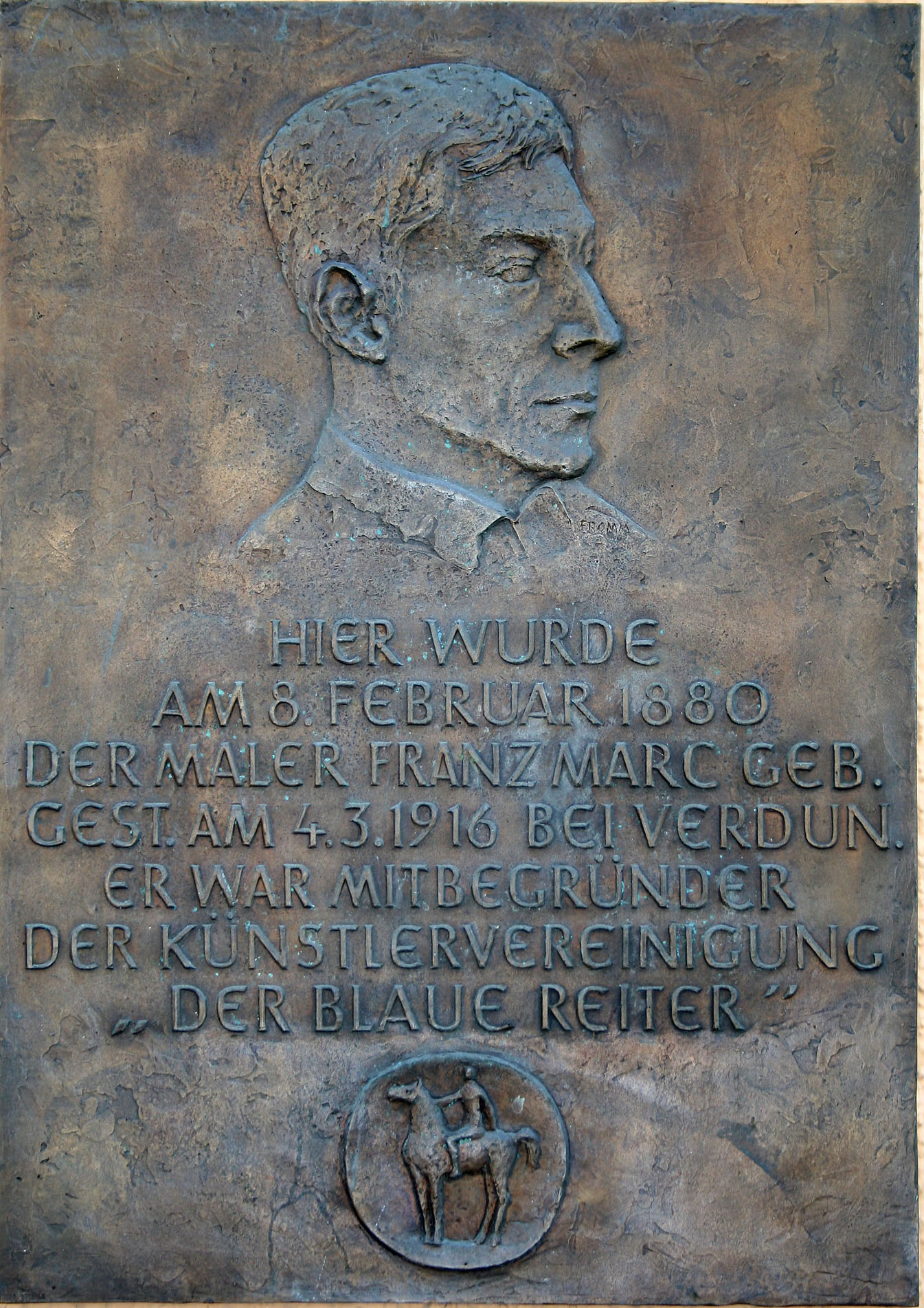
マルクの生家に付けられた銘板

マルクの実家は、歴史的な銘板をつけてミュンヘンに建っている。1986年に開所したフランツ・マルク美術館はコッヘル・アム・ゼーに位置しており、マルクの生涯と作品に向けられている。マルク作品の多くを所蔵するだけでなく、マルクと同時代のその他の画家の作品も所蔵している。
1998年に、『赤い鹿Ⅰ (Rote Rehe I )』を含むマルクの絵画数点が、ロンドンのクリスティーズのオークション・ハウスにおいて高値を記録し、『赤い鹿Ⅰ』は330万ドルで売却された。1999年10月に『滝 ( Der Wasserfall )』はロンドンのサザビーズにより506万ドルで売却された。この価格は、マルク作品にとっても近代ドイツ絵画にとっても記録となった。2008年に記録がまたもや更新され、『放牧馬Ⅲ (Weidende Pferde III) 』が1234ポンド（約2440万ドル）でサザビースにて売却された。この記録も2022年に『狐』の売価4260ポンドに破られている。

## 代表作
- 『ダッハウ湿原の小屋』（1902）
- 『シュタッフェルアルムⅡ 羊とともに』（1902 ドイツ語: Staffelalm II mit Schafen）
- 『死んだ雀』（1905）
- 『小さな馬の習作Ⅱ』（1905）
- 『風景の中の馬』（1905）
- 『黄昏の中の鹿』（1909 ドイツ語: Rehe in der Dämmerung）
- 『赤い布の上の猫』（1909-10 ドイツ語: Katzen auf rotem Tuch）
- 『黄色い牛』（1911）
- 『小さな青い馬』（1911）（シュトゥットガルト州立美術館）
- 『小さな黄色い馬』（1912）（シュトゥットガルト州立美術館）
- 『虎』（1912）（ミュンヘン、レンバッハハウス美術館）
- 『青い馬の塔』（1913）（1945年以降行方不明）
- 『動物の運命』（1913）
- 『戦うフォルム』（1914）

## ギャラリー

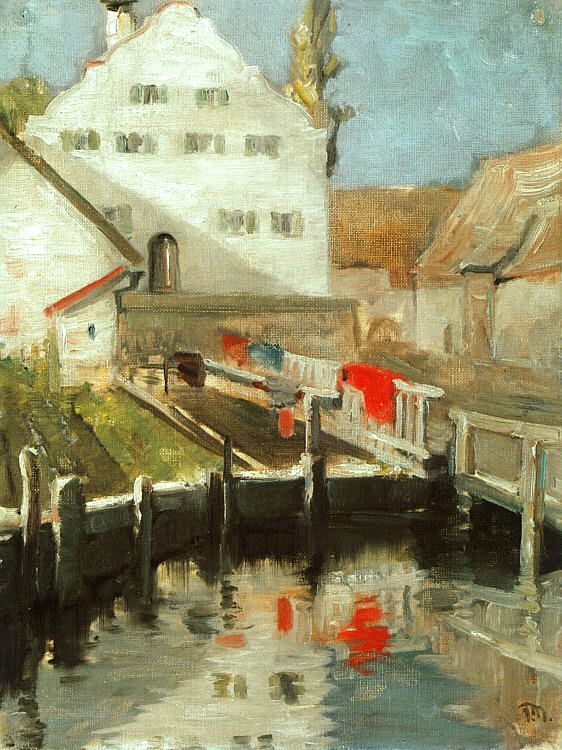
インデルスドルフ (Indersdorf(1904年))
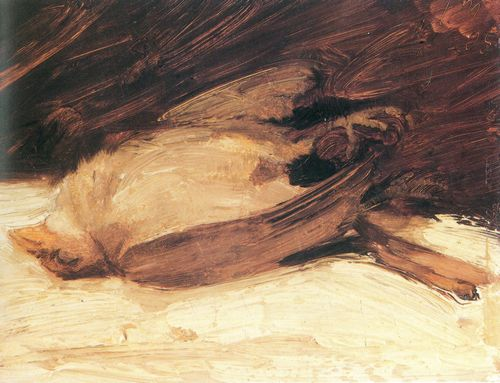
死んだ雀 (Der tote Spatz (1905年))
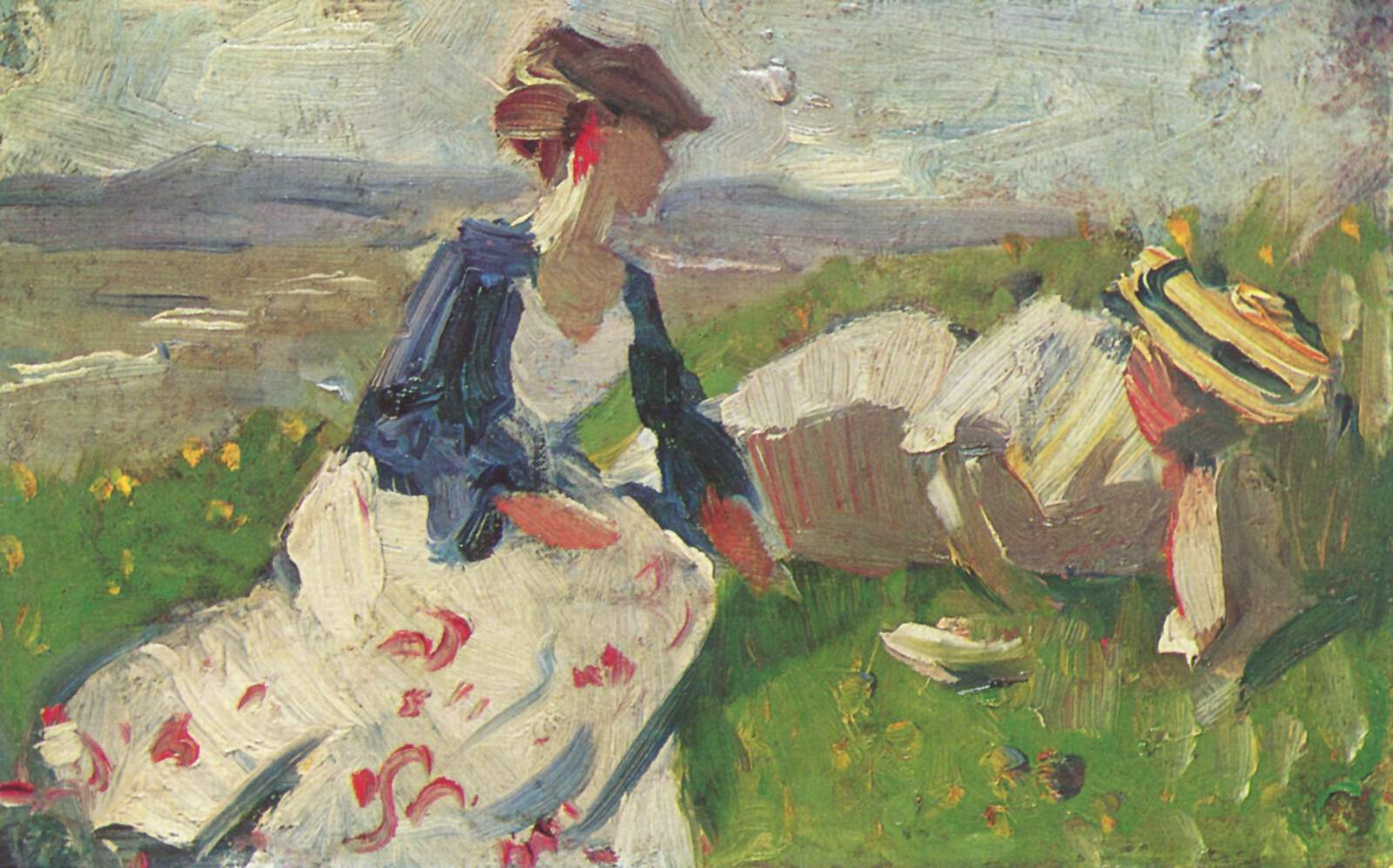
山の上の二人の女性 (Zwei Frauen am Berg (1906年))
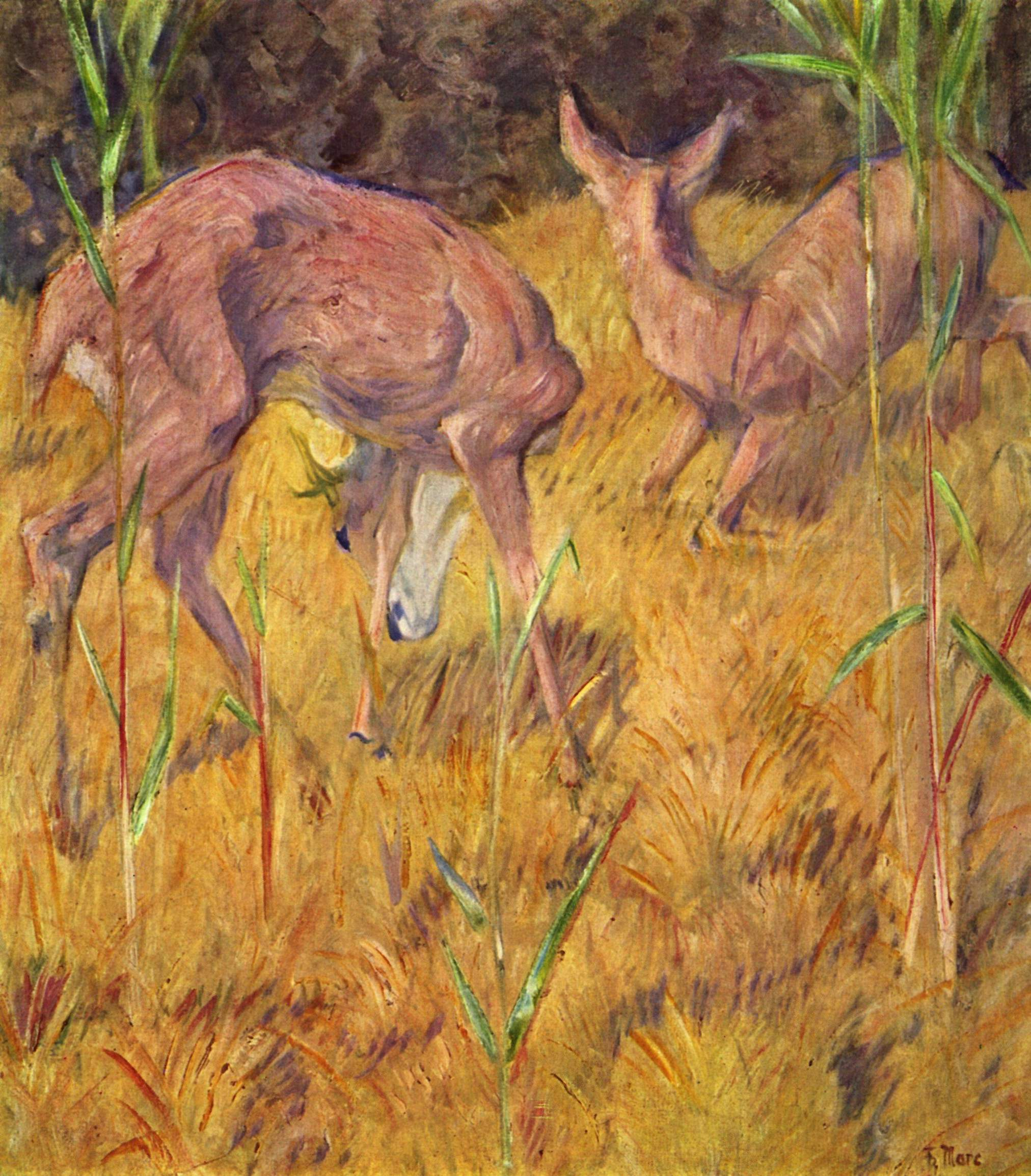
葦原の鹿 (Rehe im Schilf (1909年))
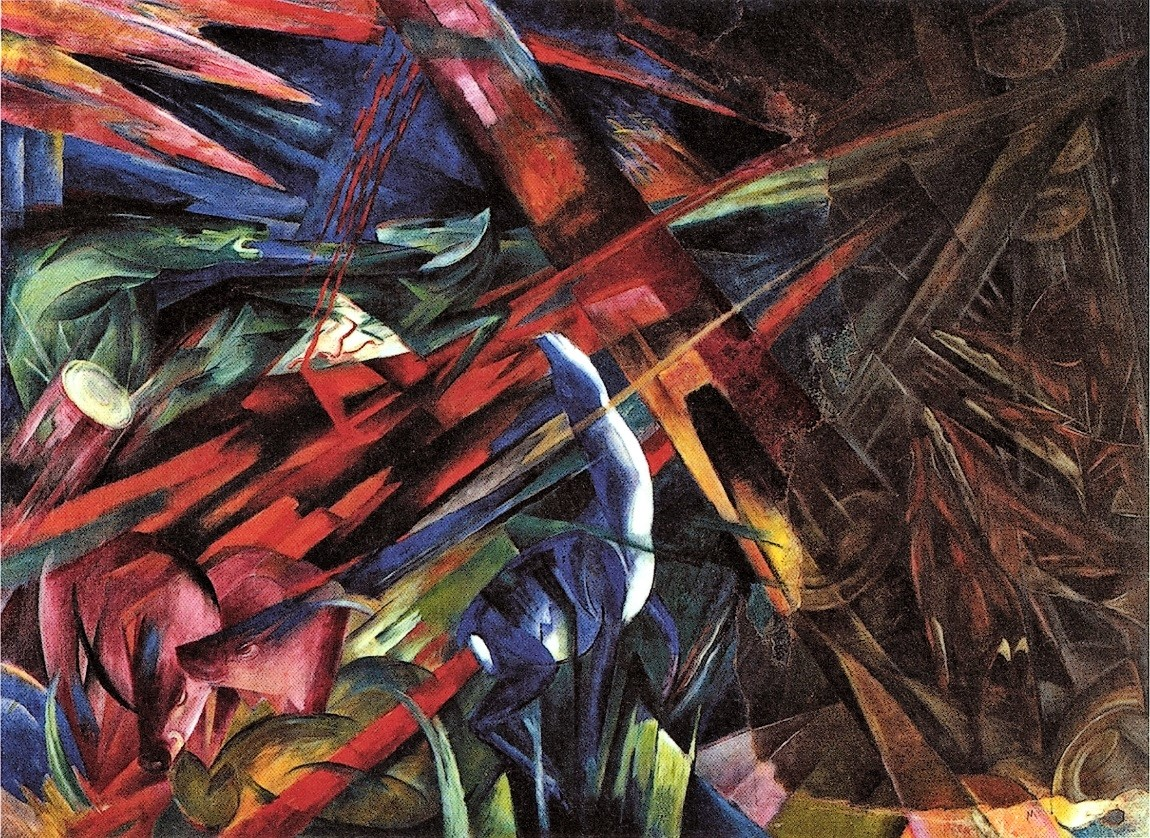
動物の運命 (Tierschicksale (1913年))
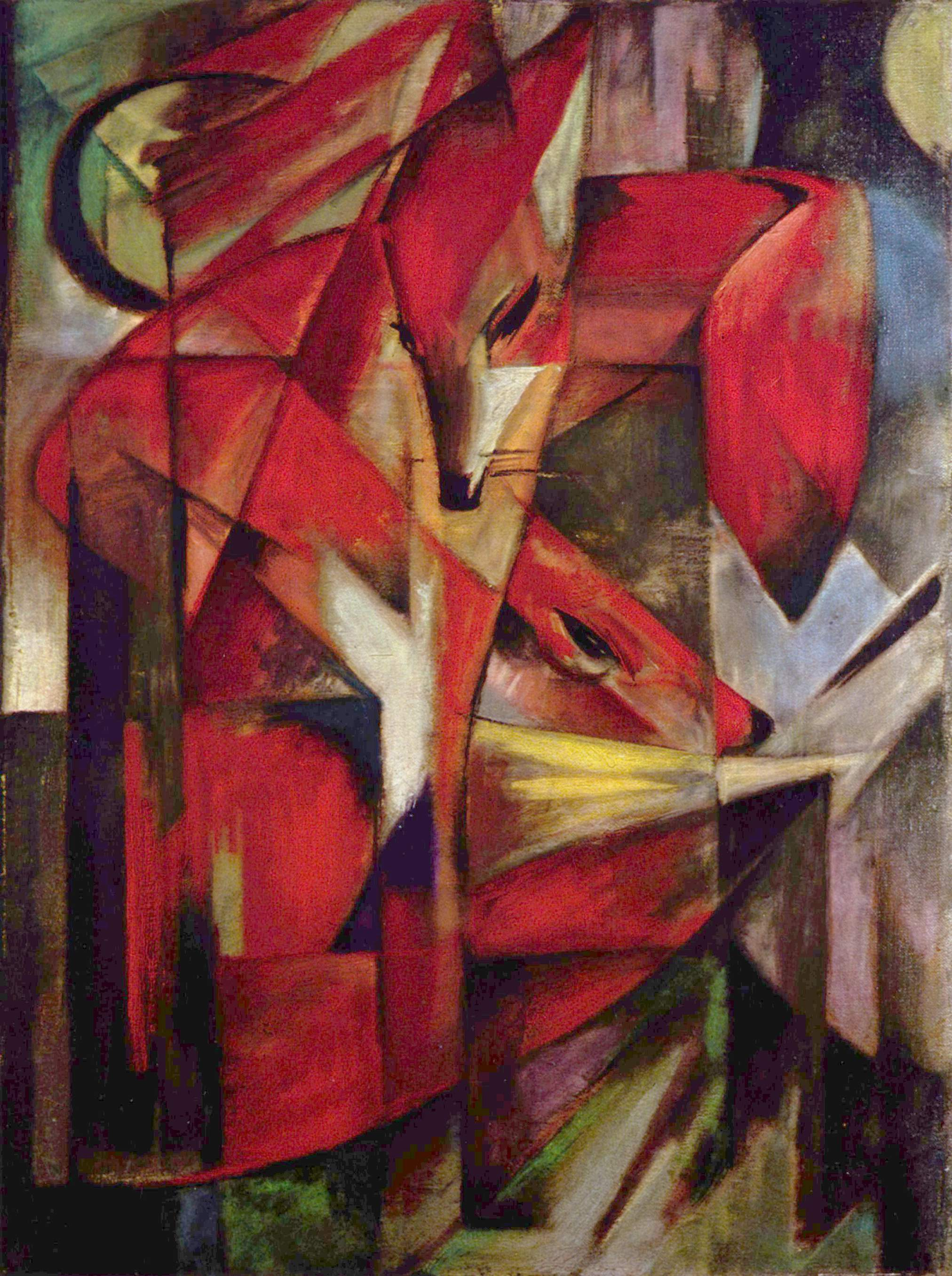
狐 (Füchse(1913年))
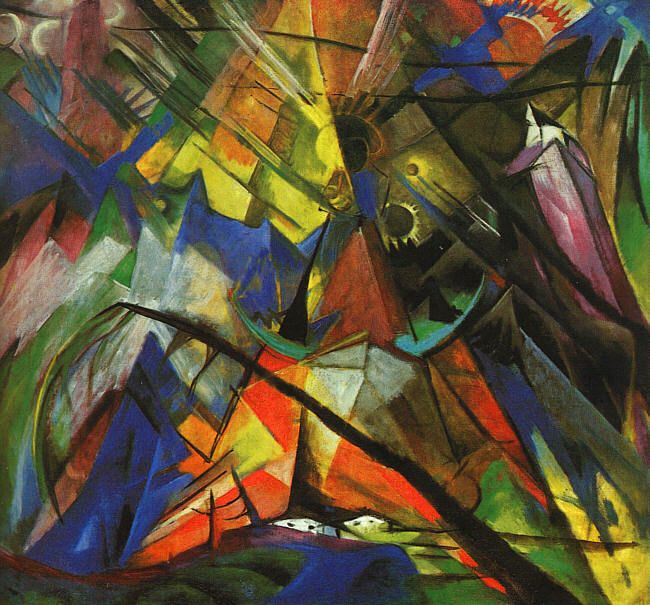
チロル (Tirol (1914年))
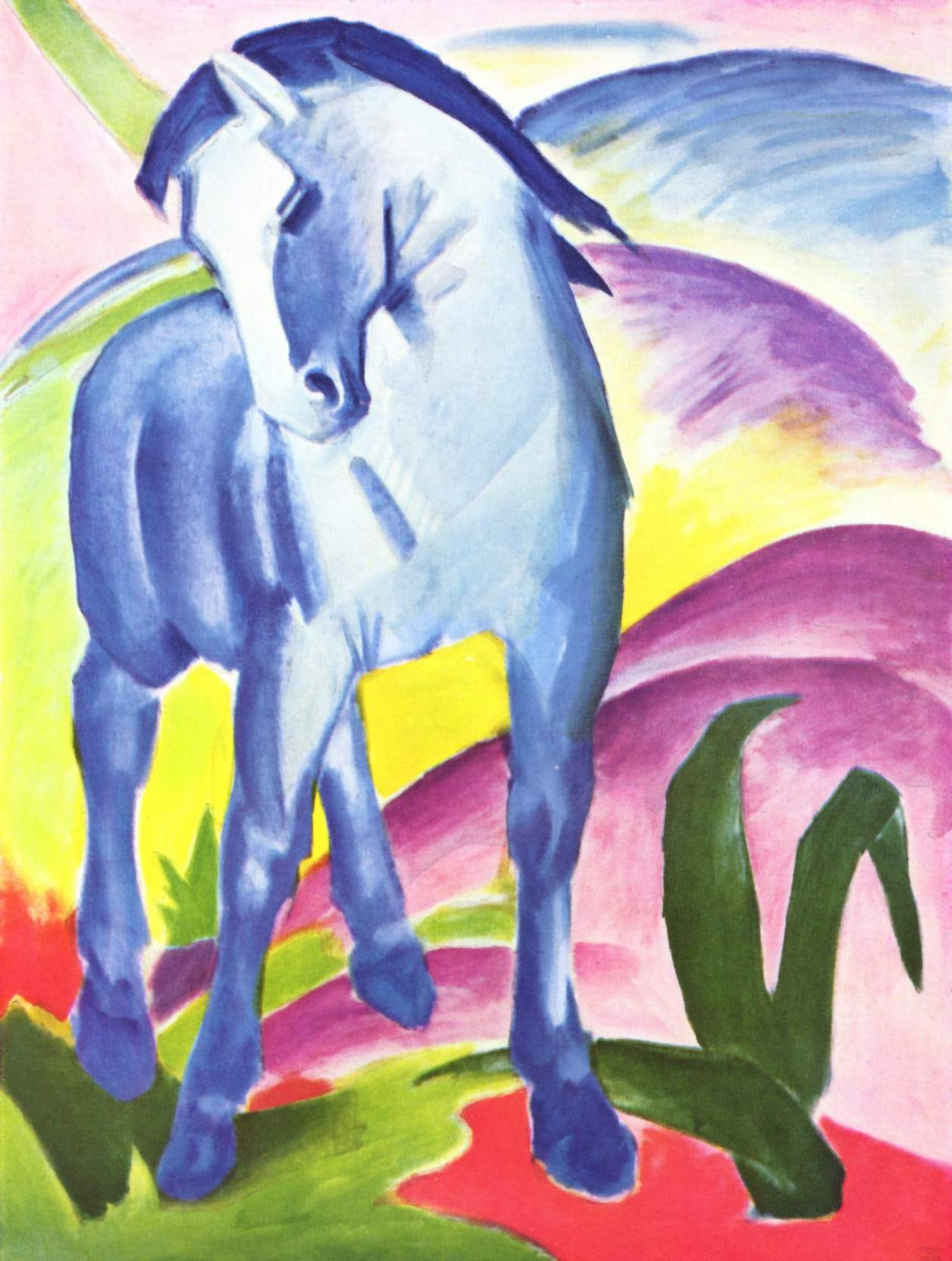
青い馬 I (Blaues Pferd I (1914年))

## 公開されているコレクション
- ズヴォレ・フンダーツィ美術館（オランダ[29]）
- コッヘル・アム・ゼーのフランツ・マルク美術館
- ミュンヘン・レンバッハハウス美術館
- ソロモン・R・グッゲンハイム美術館
- デトロイト美術館

## 註釈
1. ↑  Gollek, Rosel: Marc, Franz. In: Neue Deutsche Biographie (NDB). Band 16, Duncker & Humblot, Berlin 1990, ISBN 3-428-00197-4, S. 106–108 (電子テキスト版).
2. ↑  “The search for Franz Marc's iconic blue horses”. The Art Newspaper (2017年3月15日). 2020年10月16日閲覧。
3. ↑  “Franz Marc's £42.6m Foxes leads Christie's marathon Shanghai-London auction of Modern and contemporary art”. theartnewspaper.com (2022年3月). 2022年8月22日閲覧。
4. ↑  Partsch, Susanna (2016) (ドイツ語). Marc. Köln: Taschen. p. 7. ISBN 978-3-8365-3491-8. OCLC 950028502
5. 1 2  Elger, Dietmar (2002). Expressionism: A Revolution in German Art. Taschen. pp. 153–154. ISBN 9783822820421
6. 1 2  Carl, Klaus H.; Marc, Franz (2013). Franz Marc. Parkstone Press. ISBN 978-1781602546. OCLC 1003608626
7. ↑  “Der Blaue Reiter” [The Blue Rider]. The Art Story. 2021年1月8日閲覧。
8. ↑  Newark, Tim (2007). Camouflage. Thames and Hudson / Imperial War Museum. pp. 68
9. ↑  “From the Clairière de l'Armistice to Franz Marc”. Gray's Sporting Journal (2021年9月27日). 2023年6月12日閲覧。
10. ↑  Dantini, Michele (2008). Modern & Contemporary Art. Sterling Publishing. p. 29. ISBN 978-1402759215. OCLC 1194440434
11. ↑  Cooper, Philip (1995). Cubism. London: Phaidon. p. 98. ISBN 0714832502
12. 1 2  Kleiner, Fred S. (2008). Gardner's Art Through the Ages. p. 916
13. ↑  Rookmaaker, Hendrik Roelof (1994). Modern Art and the Death of a Culture. p. 136
14. ↑  Kleiner, Fred (2015). Gardner's Art Through the Ages Vol II (15th ed.). Cengage. p. 888. ISBN 9781285839394
15. ↑  Artdaily. “Exhibition of works sold by the Germans at the Lucerne auction in 1939 opens in Liege” (English). artdaily.cc. 2021年2月22日閲覧。
16. ↑  Kimmelman, Michael (2013年11月5日). “In a Rediscovered Trove of Art, a Triumph Over the Nazis' Will”. The New York Times 2013年11月8日閲覧。
17. ↑  “A painting by Franz Marc – Pferde in Landschaft (Horses in Landscape) which was found in the collection of Cornelius Gurlitt.” (英語). Claims Conference/WRJO Looted Art and Cultural Property Initiative. 2021年2月22日閲覧。
18. ↑  “Düsseldorf faces Nazi-era claim for Franz Marc's foxes”. www.theartnewspaper.com (2017年12月19日). 2017年12月22日時点のオリジナルよりアーカイブ。2021年2月22日閲覧。
19. ↑  “German Lost Art Foundation - Project finder - Provenance Research on Franz Marc's "Foxes" of 1913”. www.kulturgutverluste.de. 2021年4月15日閲覧。
20. ↑  “German Nazi-looted art panel recommends return of Franz Marc's Foxes to heirs of Jewish banker”. The Art Newspaper - International Art News and Events. (2021年3月26日).  オリジナルの2021年3月26日時点におけるアーカイブ。 2021年3月29日閲覧. "Grawi's heirs said he sold the painting purely because of his need to finance the family's escape. The advisory commission said in a press statement that a majority of its members—with three dissenters—believed the work should be restituted 'even though the sale was completed outside the National Socialist sphere of influence, and, in the light of information currently available, the payment of a fair price and the opportunity for free disposal are plausible.' The sale was nonetheless 'so closely connected with National Socialist persecution that the location of the event becomes secondary in comparison', the panel said."
21. ↑  Selvin, Claire (2021年4月14日). “Experts Recommend That German City Return Nazi-Looted Franz Marc Painting” (英語). ARTnews.com. 2021年4月15日閲覧。 “The work has been in the Düsseldorf City Art Collection since 1962. Its original owner was the Jewish businessman and banker Kurt Grawi, who bought the painting in 1928 and fled Europe to Chile after being imprisoned at the Sachsenhausen concentration camp in Germany. In a letter from 1939, Grawi wrote that the sale of Foxes in New York would fund his emigration from Europe.”
22. ↑  Fidler, Matt (2022年1月31日). “A timber tiger and a lantern display: Monday's best photos”. The Guardian
23. ↑  “Restituted Franz Marc 'Foxes' Painting Leads Christie's Shanghai/London Sale”. artfixdaily.com. 2022年8月22日閲覧。
24. ↑  “Franz Marc Museum” (ドイツ語). muenchen.de.   Portal München Betriebs-GmbH & Co. KG (2021年). 2021年1月8日閲覧。
25. ↑  “Record for Franz Marc Set at Sotheby's”. artdaily.cc. 2020年10月11日閲覧。
26. ↑  “Franz Marc's Weidende Pferde III sold for £12.3 million ($24.3 million) at Sotheby's”. The Art Wolf (2008年2月7日). 2020年10月15日閲覧。
27. ↑  “LOT 13- Franz Marc WEIDENDE PFERDE III (GRAZING HORSES III)” (ドイツ語). Sotheby's. 2020年10月15日閲覧。
28. ↑  “FRANZ MARC (1880-1916) The Foxes (Die Füchse)”. Christies.com. 2022年8月22日閲覧。
29. ↑  “De Fundatie Acquires 'Gewitterfront' by Neo Rauch”. Museum de Fundatie. 2021年4月23日閲覧。

## 参考書籍
- Düchting, Hajo (2009). Der Blaue Reiter. Köln: Taschen. ISBN 978-3-8228-5577-5
- Rosenthal, Mark (2004). Franz Marc. Prestel. ISBN 3-7913-3094-2
- Partsch, Susanna (2001). Franz Marc. Köln: Taschen. ISBN 978-3-8228-5644-4. OCLC 441351237

日本語書籍
- カンディンスキーと共編『青騎士』岡田素之・相澤正己訳、白水社、2007年、新装版2020年
- 『クレーとマルク　動物たちの場所』新藤真知・高橋文子共編、みすず書房、2025年